# Beziehungen zwischen Irland und den Vereinigten Staaten
Die Beziehungen zwischen Irland und den Vereinigten Staaten (USA) sind von einer engen Partnerschaft geprägt. Es gibt in den USA eine irischstämmige Diaspora, welche die Bevölkerung Irlands um ein mehrfaches übersteigt und eine wichtige Rolle in den bilateralen Beziehungen und sogar in der Unabhängigkeit der Republik Irland von dem Vereinigten Königreich spielten. Nachdem die irische Neutralität während des Zweiten Weltkriegs die Beziehungen belastet hatten, wurden in der Nachkriegszeit wieder sehr enge Kontakte etabliert. Die USA halfen bei der Vermittlung im Nordirlandkonflikt mit dem Vereinigten Königreich und seit den 1990er Jahren haben viele große US-amerikanische Unternehmen in Irland ihren europäischen Hauptsitz errichtet.
Ein Treffen zwischen dem irischen Taoiseach und dem Präsidenten der Vereinigten Staaten findet jährlich am St. Patricks Day statt. Irland verfolgt eine Politik der Neutralität durch Blockfreiheit und ist folglich kein Mitglied der NATO, obwohl das Land an der Partnerschaft für den Frieden teilnimmt und de facto ein US-Verbündeter ist.

## Geschichte
Einwanderer aus Irland zählten zu den frühesten europäischen Siedlern in Nordamerika. Die Hälfte der irischen Einwanderer in die Vereinigten Staaten während der Kolonialzeit (1607–1775) stammte aus der irischen Provinz Ulster, die andere Hälfte aus den anderen drei Provinzen (Leinster, Munster und Connacht). Auch zahlreiche Ulster-Schotten wanderten in die Dreizehn Kolonien aus. Iren und Ulster-Schotten spielten eine wichtige Rolle in der Amerikanischen Revolution und ein Viertel bis ein Drittel der Kämpfer der Kontinentalarmee im Amerikanischen Unabhängigkeitskrieg waren Iren. Im Jahr 1800 wurde Irland im Rahmen der Acts of Union 1800 politisch mit Großbritannien zum Vereinigten Königreich Großbritannien und Irland vereinigt. Alle wichtigen diplomatischen Entscheidungen, die Irland betrafen, wurden in London getroffen, weshalb die formellen diplomatischen Beziehungen der Vereinigten Staaten zu Irland über London liefen. Unter der britischen Unterdrückung hatte Irland schwer zu leiden und von 1820 bis 1930 kamen 4,5 Millionen Iren in die USA, die meisten von ihnen nach der Großen Hungersnot in Irland von 1845 bis 1852. Viele von ihnen zogen in die schnell wachsenden irischen Viertel in den amerikanischen Städten. Die Hungersnot traf irische Männer und Frauen gleichermaßen, insbesondere die ärmsten und landlosen und ganze Familien verließen ihre Heimat. Die Einwohnerzahl Irlands sank in der Folge von 8,2 Millionen (1841) auf 4,7 Millionen (1891). Die Masseneinwanderung der mehrheitlich katholischen Iren in die protestantisch geprägten USA führte zu Diskriminierung und pogromartigen anti-irischen Ausschreitungen u. a. vonseiten der Know-Nothing Party und des Ku-Klux-Klan. Irische Einwanderer wurden stereotyp als Alkoholiker und Kriminelle dargestellt, die eine Bedrohung für den American Way of Life darstellen würden. Infolge kam es zu einer verstärkten politischen und gesellschaftlichen Organisation der Iren und 1885 wurde in Boston erstmals ein Ire zum Bürgermeister gewählt.

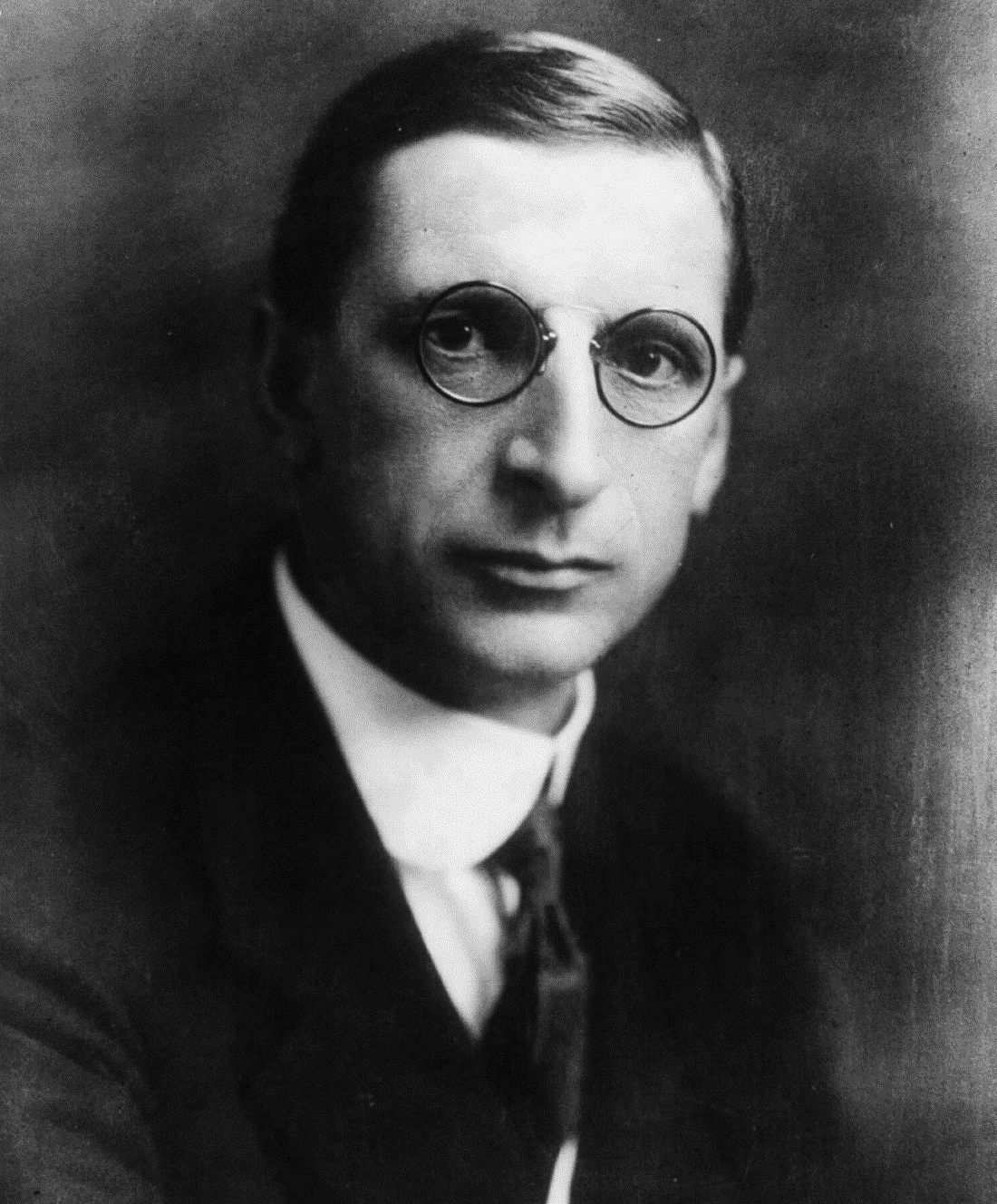
Éamon de Valera

Nach dem Amerikanischen Bürgerkrieg schauten die Behörden in den USA, die sich über die Rolle Großbritanniens im Krieg ärgerten, weg, als die Fenian Brotherhood eine Invasion Kanadas plante und sogar Angriffe auf Britisch-Kanada starteten. Die Angriffe auf Kanada erwiesen sich als Fehlschlag, aber irisch-amerikanische Politiker, eine wachsende Macht in der Demokratischen Partei, forderten mehr Unabhängigkeit für Irland. Die irische Unabhängigkeitsbewegung wurden von den irischen Amerikanern mit Geld unterstützt und irisch-amerikanische Politiker und Interessensgruppen betrieben Lobbying für die irische Sache bei der US-Regierung. Éamon de Valera, eine herausragende Persönlichkeit des Osteraufstands und des irischen Unabhängigkeitskriegs, wurde 1882 in New York City geboren. Seine amerikanische Staatsbürgerschaft bewahrte ihn vor der Hinrichtung wegen seiner Rolle im Osteraufstand. Von Juni 1919 bis Dezember 1920 besuchte de Valera die USA, wo er sich für die Anerkennung der Unabhängigkeit Irlands einsetzte und über fünf Millionen US-Dollar an Spenden einsammelte. Von 1918 bis 1919 unterhielt die US-Marine fünf US-Marineflugplätze in Irland. Diese Stationen waren speziell zum Schutz Irlands und der Nachbarländer vor kriegerischen U-Boot-Angriffen im Ersten Weltkrieg eingerichtet worden.
Der irische Unabhängigkeitskrieg endete 1921 mit dem anglo-irischen Vertrag, der die Teilung Irlands in den Irischen Freistaat und Nordirland bestätigte, wobei Nordirland Teil des Vereinigten Königreichs blieb. Der irische Freistaat geriet schnell in den irischen Bürgerkrieg zwischen den Befürwortern des Vertrags, die die Unabhängigkeit durch die Teilung Irlands befürworteten, und den Gegnern des Vertrags, die die Teilung ablehnten und die Unabhängigkeit für die gesamte Insel Irland anstrebten. Die Befürworter des Vertrags gewannen den irischen Bürgerkrieg 1923, und im folgenden Jahr erkannten die Vereinigten Staaten den irischen Freistaat an und nahmen diplomatische Beziehungen zu ihm auf. Irland war während des Zweiten Weltkriegs offiziell neutral, erklärte jedoch am 2. September 1939 den Ausnahmezustand und mobilisierte die Armee. Irland unterstützte die Alliierten Mächte im Krieg indirekt. Die Irische See wurde vermint. Deutsche Militärangehörige wurden zusammen mit den Soldaten der kriegführenden Mächte in Curragh interniert, während in Irland abgestürzte alliierte Flieger und Matrosen sehr oft repatriiert wurden, in der Regel, indem sie heimlich über die Grenze nach Nordirland gebracht wurden. Die G2, die Nachrichtendienstabteilung der Armee, spielte eine wichtige Rolle bei der Aufdeckung und Verhaftung deutscher Spione wie Hermann Görtz.

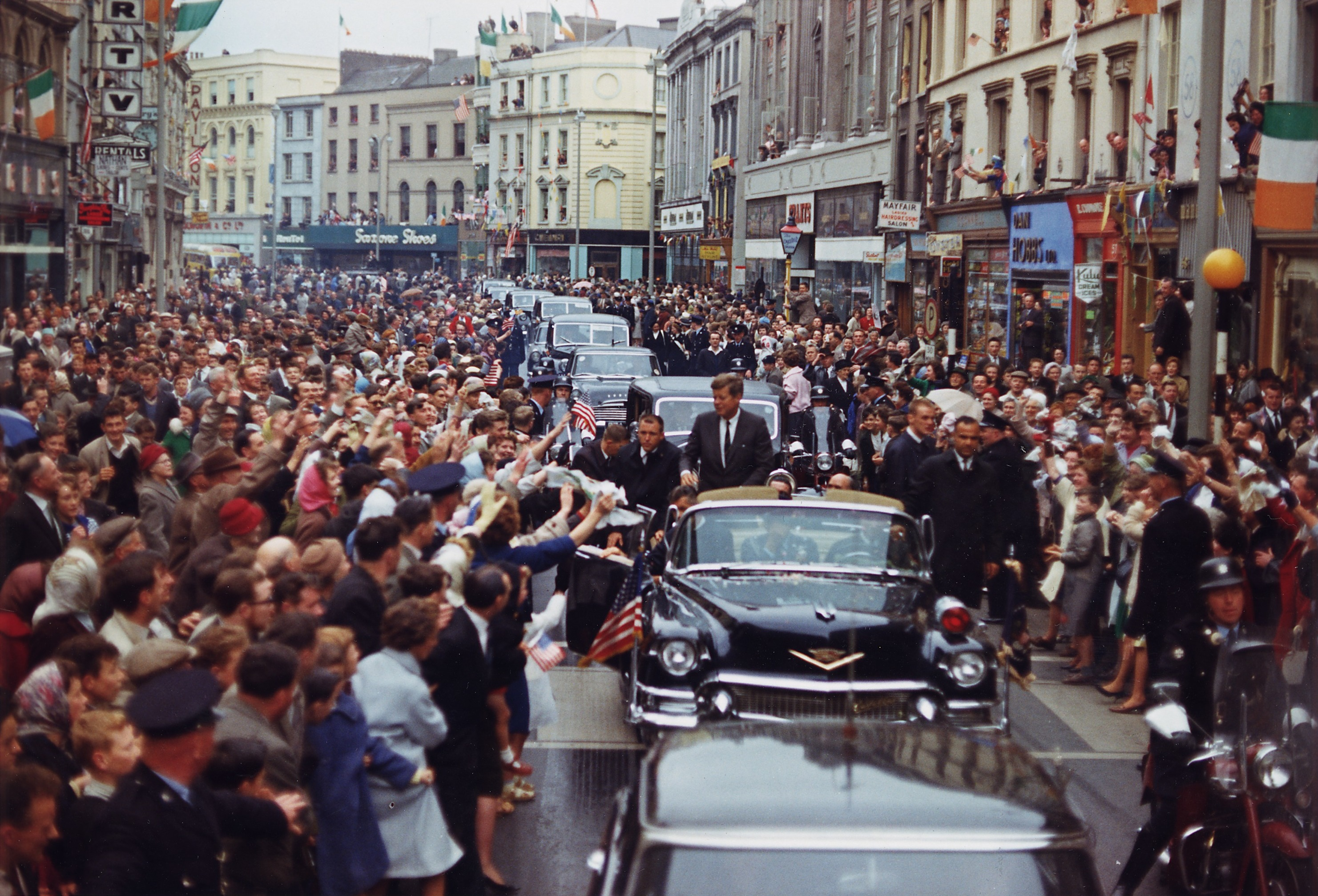
John F. Kennedy in Cork (1963)

Nach dem Krieg wurde Irland 1949 zu einer Republik. Während des Kalten Krieges war die irische Außenpolitik, obwohl sie offiziell neutral war, gegenüber der NATO voreingenommen. Die G2 überwachte Kommunisten und Angehörige kommunistischer Regierungen, die in Irland tätig waren, vor allem über Botschaften in Dublin, und gab Informationen an westliche Verbündete weiter. 1973 trat Irland der Europäischen Union bei, was das Land als Brücke zum europäischen Markt zu einer attraktiven Destination für Auslandsinvestitionen der USA machte. US-Investments waren besonders wichtig für das Wachstum und die Modernisierung der irischen Industrie seit 1980, indem sie neue Technologien, Exportkapazitäten und Beschäftigungsmöglichkeiten bereitstellten. In den 1990er Jahren erlebte Irland eine Phase raschen Wirtschaftswachstums, die dem Land die Bezeichnung als „keltischer Tiger“ einbrachte. Der Nordirlandkonflikt führte in den 1990er Jahren zu einer Belastung der Special relationship zwischen dem Vereinigten Königreich und den USA. Im Februar 1994 weigerte sich der britische Premierminister John Major tagelang, auf die Anrufe von US-Präsident Bill Clinton zu antworten, weil dieser beschlossen hatte, Sinn-Féin-Führer Gerry Adams ein Visum für einen Besuch in den Vereinigten Staaten zu erteilen. Während des Friedensprozesses in Nordirland traten die USA als Vermittler auf.
Irische Lufteinrichtungen wurden vom US-Militär für die Verlegung von Soldaten, die an der Invasion des Irak im Jahr 2003 beteiligt waren, über den Flughafen Shannon genutzt. Zuvor war der Flughafen bereits für die Invasion Afghanistans im Jahr 2001 sowie für den Zweiten Golfkrieg genutzt worden. Über den Flughafen sollen auch ausländische Gefangene transportiert worden sein, welche später Opfer von Folter wurden, was zu Kontroversen in Irland führte.

## Wirtschaftsbeziehungen
Tochtergesellschaften multinationaler US-Konzerne haben sich aufgrund der niedrigen Steuern und der englischsprachigen und gut ausgebildeten Bevölkerung in Irland niedergelassen. Irland gehört für US-Konzerne zu den wichtigsten Steueroasen. Die USA sind auch Irlands größter Handelspartner außerhalb der Europäischen Union. Im Jahr 2021 hatte der Handel zwischen Irland und den Vereinigten Staaten einen Wert von über 80 Milliarden US-Dollar. Die Ausfuhren der USA nach Irland hatten einen Wert von 13,8 Mrd. Dollar, während die irischen Ausfuhren in die USA bei 73,4 Mrd. Dollar lagen, wobei Irland einen Handelsüberschuss von 59,9 Mrd. Dollar gegenüber den USA erzielte. Der Einfluss der Aktivitäten multinationaler US-amerikanischer Konzerne hat sogar zu einer Verzerrung der Wirtschafts- und Handelsstatistiken Irlands geführt, da diese, um Steuern zu sparen, einen großen Teil ihrer Geschäftsaktivitäten künstlich nach Irland „verlagern“. Über 900 US-Unternehmen haben ihren europäischen Hauptsitz in Irland, darunter Alphabet, Meta Platforms und Apple. Insgesamt beschäftigen US-Unternehmer über 180.000 Personen in Irland, mit Schwerpunkt auf wissensbasierte Sektoren wie Technologie, der Pharmaindustrie und Medizintechnik.

## Kulturbeziehungen

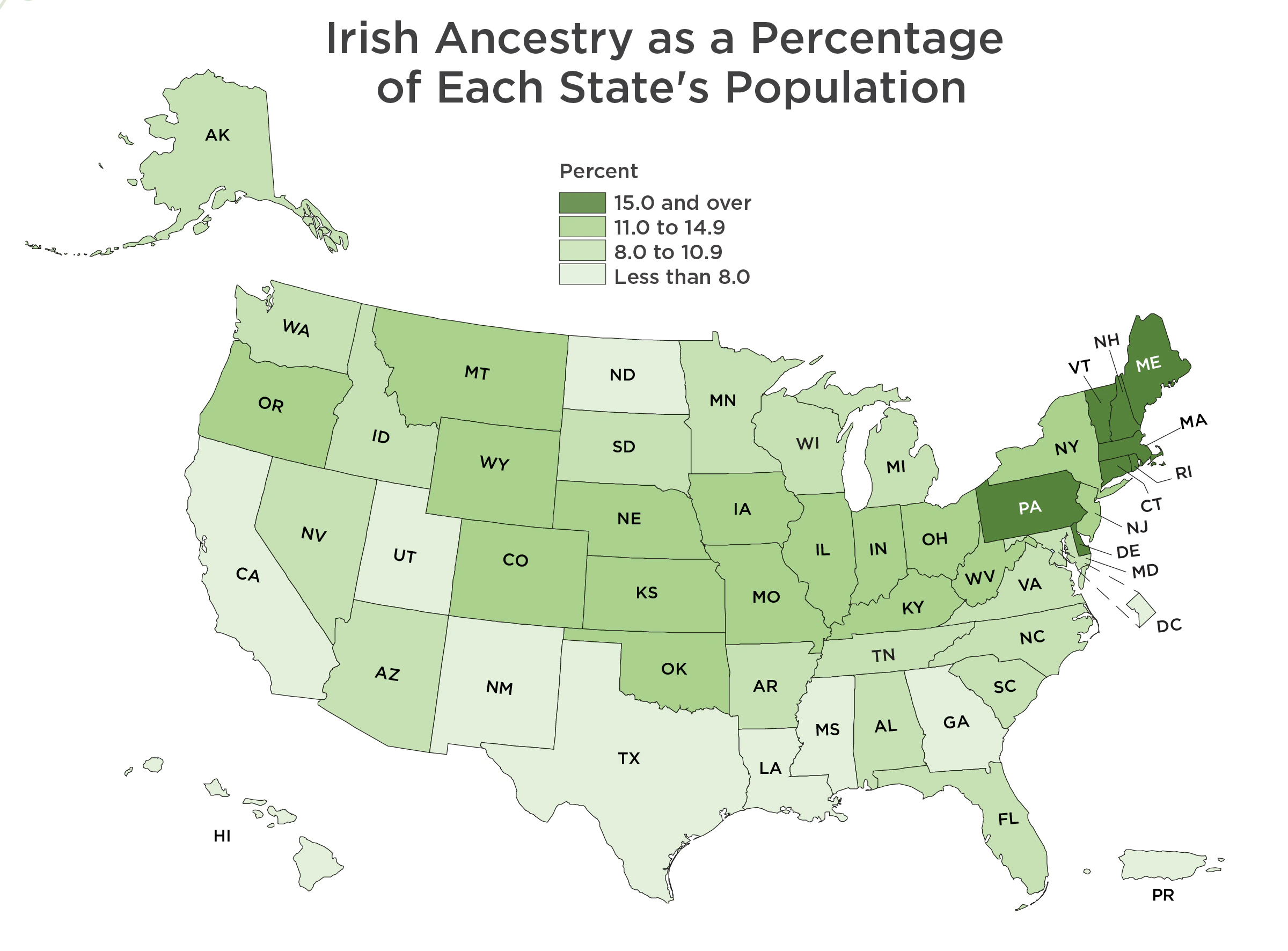
Irische Abstammung in den USA (2018)

Die irische Einwanderung in die USA hat eine große Rolle für die Kultur der Vereinigten Staaten gespielt. Etwa 32 Millionen Amerikaner, 9,7 % der Gesamtbevölkerung, gaben 2020 an, irischer Abstammung zu sein. Weitere 2,9 Millionen Amerikaner stammen von Ulster-Schotten ab. Besonders häufig ist irische Abstammung im Nordwesten der Vereinigten Staaten. Die irischen Amerikaner haben viele Beiträge zur amerikanischen Kultur und Gesellschaft geleistet. Es wird angenommen, dass sich Halloween aus dem alten keltisch-gälischen Fest Samhain entwickelt hat, das von irischen Siedlern in den amerikanischen Kolonien eingeführt wurde. In den Vereinigten Staaten wird auch jährlich der St. Patricks Day gefeiert.
Mehrere Präsidenten der Vereinigten Staaten sind irischer Abstammung, wobei das Ausmaß des irischen Abstammung unterschiedlich ist. So waren beispielsweise der Vater von Chester A. Arthur und beide Eltern von Andrew Jackson irischer Abstammung, während George W. Bush eine eher entfernte irische Abstammung hat. Der Vater von Ronald Reagan war irischer Abstammung, während seine Mutter ebenfalls irische Vorfahren hatte. John F. Kennedy hatte auf beiden Seiten irische Vorfahren. Barack Obama hatte einige irische Vorfahren über seine in Kansas geborene Mutter, Ann Dunham, welche irischer und englischer Abstammung war. Präsident Joe Biden ist ebenfalls irischer Abstammung und wie Kennedy praktizierender Katholik. Auch noch weitere US-Präsidenten hatten irische oder irisch-schottische Abstammung.
Nach dem Zweiten Weltkrieg ist die irische Migration in die Vereinigten Staaten deutlich zurückgegangen und die Republik Irland ist inzwischen selbst zu einem Einwanderungsland geworden. Zwischen den USA und Irland besteht ein nahezu freier Personenaustausch und 2019 besuchten 1,7 Millionen Touristen aus den Vereinigten Staaten Irland. Über das Fulbright-Programm studieren jährlich Iren in den USA und im Gegenzug ist Irland auch für US-Auslandsstudenten ein beliebtes Ziel.

## Diplomatische Standorte
- Irland hat eine Botschaft in Washington, D.C. und Generalkonsulate in Atlanta, Austin, Boston, Chicago, Los Angeles, New York City und San Francisco.
- Die Vereinigten Staaten haben eine Botschaft in Dublin.

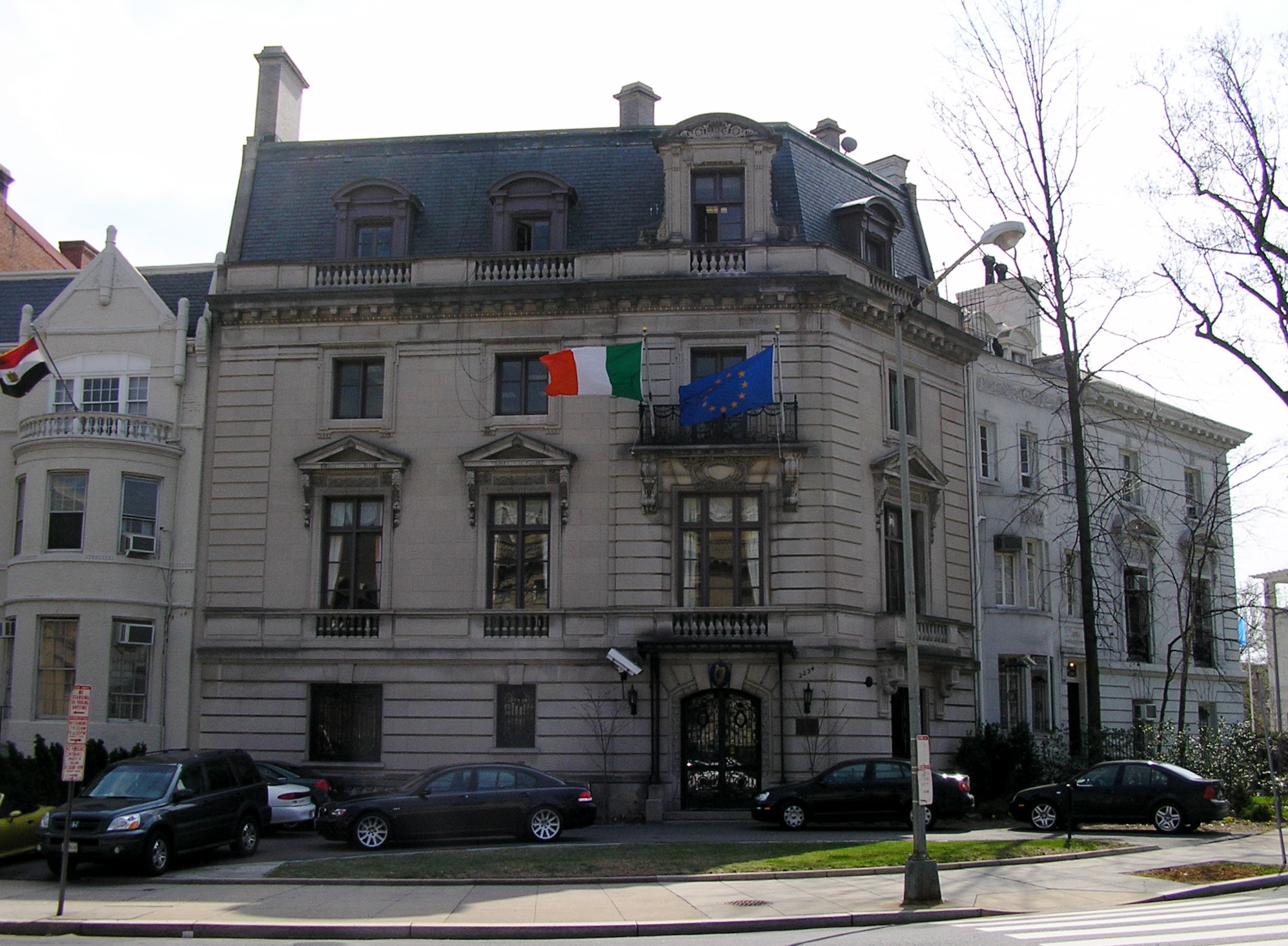
Irische Botschaft in Washington, D.C.
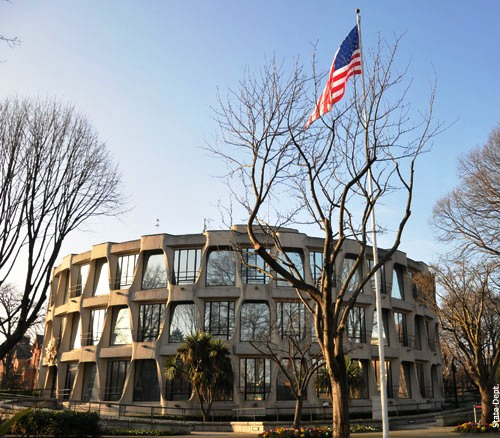
Amerikanische Botschaft in Dublin